# Gosport (Indiana)
La ville de Gosport est située dans le comté d'Owen, dans l'Indiana, aux États-Unis. Sa population était de 826 habitants au recensement de 2010.